# Pradas d'Aubrac
Pradas d'Aubrac (en francès Prades-d'Aubrac) és un municipi del departament francès de l'Avairon, a la regió d'Occitània. Està situat a l'Aubrac.